# Back 2 Life (LeToya Luckett)
Back 2 Life è il terzo album in studio della cantante statunitense LeToya Luckett, pubblicato nel 2017.

## Tracce
1. I'm Ready – 4:01
2. Back 2 Life – 4:13
3. Show Me – 3:55
4. Used To – 3:50
5. Middle – 3:59
6. Grey (featuring Ludacris) – 4:31
7. In the Name – 3:47
8. My Love – 2:50
9. Worlds Apart – 5:01
10. Weekend – 3:32
11. Higher – 3:35
12. Loving You – 3:38
13. Disconnected – 4:20